# E-ninnu
Eninnu, E-ninnu (Haus 50, Fünfzigerhaus) ist der Name eines Tempels des Gottes Ningirsu (Herr von Girsu) in der Residenzstadt Girsu des sumerischen Staates Lagaš.
Zahlreiche Ensis von Girsu/Lagaš bauten am Tempel Eninnu, dem wichtigsten Heiligtum der Stadt. Während der Auseinandersetzungen mit dem Stadtstaat Umma und der Niederlage Lagašs gegen Umma unter Lugal-Zagesi wurde er zerstört.
Während der Regentschaft des Gudea, des zweiten Ensi der zweiten Dynastie von Lagaš, wurde der Tempel wiedererrichtet und erweitert. In der bekannten Tempelbauhymne der sogenannten Cylinder A und Cylinder B, die zu den bedeutendsten Zeugnissen der sumerischen Literatur gehört, wird geschildert, wie der Gott Enlil den Gott Ningirsu ermuntert, sich einen Tempel in Girsu errichten zu lassen. Dieser erscheint daraufhin dem Gudea im Schlaf, gibt ihm den Bauplan und beauftragt ihn, den Tempel zu errichten. Nachdem Gudea seinen Traum, wie üblich, zunächst deuten ließ, begann er unverzüglich, diesen Tempel zu bauen. Schließlich gibt es die festliche Einweihung mit der Segnung des Tempels, Ningirsus und Gudeas durch Enlil.
Wahrscheinlich ist der Tempel Eninnu identisch mit dem Palast des Gudea, der unter der Leitung der Franzosen Ernest de Sarzec 1877 bis 1900 und danach von Gaston Cros 1903 bis 1905 und nochmals 1909, Henri de Genouillac von 1929 bis 1931 und André Parrot 1931 bis 1933 ausgegraben wurde. Die weiträumige Anlage bestand aus 52 Einzelanlagen und war größer als der Eanna-Tempelbezirk in Uruk. Im Inneren wurden die berühmten Dioritstatuen des Gudea gefunden, ebenso die nicht minder bekannte Geierstele des Eanatum, eine Reliefplatte des Ur-Nansche, zwei Zylinder mit Inschriften (die schon oben erwähnte Tempelbauhymne der Cylinder A und B) sowie tausende von Keilschrifttafeln.
Im 2. Jahrtausend v. Chr. wurde die Anlage massiv durch den aramäischen König Adad-nadin-ahhe umgestaltet. Noch bis in die Zeit des Hammurapi waren der Tempel und seine Entstehungsgeschichte bekannt. So wurden sowohl der Tempel als auch sein Erbauer Gudea im Codex Hammurapi erwähnt.